# Łęg Baliński
ŁęG Balińesquí [pronunciación en polaco: /ˈwɛnk baˈliɲski/] es un pueblo ubicado en el distrito administrativo de Gmina Uniejów, dentro del distrito de Poddębice, voivodato de Łódź, en Polonia central. Se encuentra aproximadamente a 5 kilómetros al sur de Uniejów, a 14 kilómetros al oeste de Poddębice, y a 51 kilómetros al oeste de la capital regional Łódź.